# Les Garçons de la rue
Pour plus de détails, voir Fiche technique et Distribution.
Les Garçons de la rue (Ragazzi fuori) est un film italien réalisé par Marco Risi, sorti en 1990.

## Fiche technique
- Titre : Les Garçons de la rue
- Titre original : Ragazzi fuori
- Réalisation : Marco Risi
- Scénario : Aurelio Grimaldi et Marco Risi
- Musique : Giancarlo Bigazzi
- Photographie : Mauro Marchetti
- Montage : Franco Fraticelli
- Production : Claudio Bonivento
- Société de production : Numero Uno International et Rai 2
- Société de distribution : Filmor (France)
- Pays :  Italie
- Genre : Drame
- Durée : 110 minutes
- Dates de sortie : 
  -  Italie : 14 septembre 1990
  -  France : 28 octobre 1992

## Distribution
- Francesco Benigno : Natale Sperandeo
- Alessandra Di Sanzo : Mery
- Roberto Mariano : Antonio Patanè
- Maurizio Prollo : Claudio Catalano
- Alfredo Li Bassi : Carmelo Vella
- Salvatore Termini : King Kong
- Filippo Genzardi : Matteo Mondello
- Vincenza Attardo : Vita
- Carlo Berretta : Salvatore Sperandeo
- Giuseppe Pirico : Marcello
- Giuseppe Lucania : Santino
- Alessandro Calamia : Tommaso
- Luigi Maria Burruano : Franco D'Annino

## Distinctions
Lors de la 36e cérémonie des David di Donatello, le film reçoit 4 nominations et remporte le David di Donatello du meilleur réalisateur (ex aequo avec Ricky Tognazzi pour Ultrà) et le David di Donatello du meilleur producteur.